# Kim Clackson
Kimbel Gerald „Kim“ Clackson (* 13. Februar 1955 in Saskatoon, Saskatchewan) ist ein ehemaliger kanadischer Eishockeyspieler, der im Verlauf seiner aktiven Karriere zwischen 1972 und 1981 unter anderem 298 Spiele für die Indianapolis Racers und Winnipeg Jets in der World Hockey Association (WHA) sowie 114 weitere für die Pittsburgh Penguins und Nordiques de Québec in der National Hockey League (NHL) auf der Position des Verteidigers bestritten hat. Die größten Karriereerfolge feierte Clackson, der den Spielertyp des Enforcers verkörperte, im Trikot der Winnipeg Jets mit dem Gewinn der Avco World Trophy der WHA in den Jahren 1978 und 1979. Seine beiden Söhne Matt und Chris waren ebenfalls professionelle Eishockeyspieler und in der American Hockey League (AHL) aktiv.

## Karriere
Clackson verbrachte seine dreijährige Zeit bei den Junioren zwischen 1972 und 1975 bei den Victoria Cougars und Flin Flon Bombers in der Western Canada Hockey League (WCHL). Zunächst lief der Verteidiger in der Saison 1972/73 für die Cougars auf, begann dort auch die folgende Spielzeit und wechselte daraufhin zu den Bombers. Nachdem er dort die Spielzeit 1973/74 beendet hatte, kehrte er zum Spieljahr 1974/75 wieder nach Victoria zurück und beendete dort seine Juniorenkarriere. Zu deren Ende wurde Clackson sowohl im NHL Amateur Draft 1975 in der fünften Runde an 85. Stelle von den Pittsburgh Penguins aus der National Hockey League (NHL) als auch im WHA Amateur Draft 1975 in der zweiten Runde an 25. Position von den Minnesota Fighting Saints aus der zu dieser Zeit mit der NHL konkurrierenden World Hockey Association (WHA) ausgewählt.
Beim Wechsel in den Profibereich sah Clackson für sich größere Chancen in der WHA und so wechselte er zur Saison 1975/76 dorthin. Allerdings verbrachte er die Spielzeit nicht bei den Minnesota Fighting Saints, die ihn gedraftet hatten, sondern beim Ligakonkurrenten Indianapolis Racers. Die Racers nahmen ihn Ende Februar 1976 schließlich als Free Agent unter Vertrag, nachdem die Fighting Saints den Spielbetrieb eingestellt hatten. In seiner Rookiesaison sammelte Clackson, der in der Rolle eines Enforcers agierte, insgesamt 351 Strafminuten, womit er WHA-Rekorde in dieser Kategorie für Verteidiger und Liganeulinge aufstellte. Nach einer weiteren Saison in Indianapolis wurde der Abwehrspieler im September 1978 im Tausch für ein Zweitrunden- und zwei Drittrunden-Wahlrechte im später nicht abgehaltenen WHA Amateur Draft 1978 zu den Winnipeg Jets transferiert. In den beiden letzten Spielzeiten der WHA bis zu ihrer Auflösung nach der Saison 1978/79 gewann Clackson mit den Jets zweimal die Avco World Trophy. Mit 932 Strafminuten sammelte er die zweitmeisten der WHA-Geschichte.
Im Sommer 1979 gehörten die Winnipeg Jets zu den vier WHA-Franchises, die zur Spielzeit 1979/80 in die NHL aufgenommen wurden. Mit der Auflösung der WHA und der Übernahme der Franchises gingen Clacksons Transferrechte im Rahmen des NHL Reclaim Draft 1979 zurück an die Pittsburgh Penguins, die seine NHL-Rechte eigentlich bereits 1975 über den Draft erworben hatten. Da sie ihn im weiteren Verlauf im NHL Expansion Draft 1979 zwar zunächst nicht schützten, durch die Wahl von Colin Campbell durch die Edmonton Oilers aber schließlich halten konnten, verbrachte der Kanadier die Saison bei den Penguins und nicht in Winnipeg. Nach nur einer Spielzeit musste sich Pittsburgh aber von dem Defensivspieler trennen. Da Pittsburgh den Free Agent Paul Baxter von den Nordiques de Québec im August 1980 unter Vertrag genommen hatte, musste sie die Franko-Kanadier mit dem Transfer Clacksons entschädigen. Nach der Saison 1980/81 beendete der 26-Jährige seine aktive Spielerlaufbahn.

## Erfolge und Auszeichnungen
- 1978 Avco-World-Trophy-Gewinn mit den Winnipeg Jets
- 1979 Avco-World-Trophy-Gewinn mit den Winnipeg Jets

## Karrierestatistik
(Legende zur Spielerstatistik: Sp oder GP = absolvierte Spiele; T oder G = erzielte Tore; V oder A = erzielte Assists; Pkt oder Pts = erzielte Scorerpunkte; SM oder PIM = erhaltene Strafminuten; +/− = Plus/Minus-Bilanz; PP = erzielte Überzahltore; SH = erzielte Unterzahltore; GW = erzielte Siegtore; 1 Play-downs/Relegation; Kursiv: Statistik nicht vollständig)